# Buscha
Buscha ist ein Ortsteil von Langenleuba-Niederhain im Landkreis Altenburger Land in Thüringen.

## Lage
Buscha befindet sich südlich des Leinawaldes und der Landesstraße 1357 im fruchtbaren Ackerbaugebiet Lösshügelland im ländlichen Raum Altenburger Lands.

## Geschichte
Am 3. Dezember 1256 wurde das Dorf erstmals urkundlich genannt.
Der Ort gehörte zum wettinischen Amt Altenburg, welches ab dem 16. Jahrhundert aufgrund mehrerer Teilungen im Lauf seines Bestehens unter der Hoheit folgender Ernestinischer Herzogtümer stand: Herzogtum Sachsen (1554 bis 1572), Herzogtum Sachsen-Weimar (1572 bis 1603), Herzogtum Sachsen-Altenburg (1603 bis 1672), Herzogtum Sachsen-Gotha-Altenburg (1672 bis 1826). Bei der Neuordnung der Ernestinischen Herzogtümer im Jahr 1826 kam der Ort wiederum zum Herzogtum Sachsen-Altenburg. Nach der Verwaltungsreform im Herzogtum gehörte er bezüglich der Verwaltung zum Ostkreis (bis 1900) bzw. zum Landratsamt Altenburg (ab 1900). Das Dorf gehörte ab 1918 zum Freistaat Sachsen-Altenburg, der 1920 im Land Thüringen aufging. 1922 kam es zum Landkreis Altenburg.
Buscha wurde am 1. Juli 1950 in die neue Gemeinde Lohma a. d. Leina eingegliedert, die am 1. Januar 1973 nach Langenleuba-Niederhain eingemeindet wurde. Buscha bildet seither einen eigenen Ortsteil von Langenleuba-Niederhain. Bei der zweiten Kreisreform in der DDR wurden 1952 die bestehenden Länder aufgelöst und die Landkreise neu zugeschnitten. Somit kam der Ort mit dem Kreis Altenburg an den Bezirk Leipzig, der seit 1990 als Landkreis Altenburg zu Thüringen gehörte und 1994 im Landkreis Altenburger Land aufging. Im Jahr 2012 lebten in Buscha 100 Einwohner.

## Sehenswürdigkeiten
Der Kunstverein Buscha 11 e.V. hat seinen Sitz in einem Vierseithof im Ort.